# Bidhuna
Bidhuna é uma cidade e uma nagar panchayat no distrito de Auraiya, no estado indiano de Uttar Pradesh.

## Geografia
Bidhuna está localizada a 26° 49′ N, 79° 31′ L. Tem uma altitude média de 133 metros (436 pés).

## Demografia
Segundo o censo de 2001, Bidhuna tinha uma população de 24,784 habitantes. Os indivíduos do sexo masculino constituem 53% da população e os do sexo feminino 47%. Bidhuna tem uma taxa de literacia de 74%, superior à média nacional de 59.5%; a literacia no sexo masculino é de 78% e no sexo feminino é de 68%. 15% da população está abaixo dos 6 anos de idade.